# Listă de regizori spanioli
Aceasta este o listă de regizori de film spanioli:

Cuprins: Început - 0–9 A B C D E F G H I J K L M N O P Q R S T U V W X Y Z

## A
- Javier Aguire
- Néstor Almendros (1930 –  1992; director de imagine spaniol / catalan / francez)[1][2] În 1979, a primit Premiul Oscar pentru cea mai bună imagine.[3]
- Pedro Almodóvar
- Luis César Amadori
- Alejandro Amenábar
- Antonio del Amo
- Fernando Arrabal
- Manuel Gutiérrez Aragón
- Vicente Aranda (catalan)
- Fernando León de Aranoa
- César Ardavín
- Carlos Arévalo
- Montxo Armendáriz
- Jaime de Armiñán
- Carlos Atanes
- Juan García Atienza
- Rafael Azcona (scenarist)

## B
- Jaume Balagueró
- Alfonso Balcázar (scenarist)
- António Balcázar
- Antonio Banderas
- Juan Antonio Bardem (1922–2002)
- Miguel Bardem (1964)
- Mariano Barroso (1959)
- Juan Antonio Bayona
- Francesc Bellmunt (catalan)
- Luis García Berlanga (1921–2010)
- Roberto Bodegas
- Iciar Bollaín
- Ricardo Bolfill (Katalon.)
- José Luis Boráu (1929–2012)
- José Buchs
- Luis Buñuel (1900–1983)

## C
- Francisco Camacho
- Jaime Camino (1936–2015)
- Mario Camús (1935-)
- Alfredo Castellón
- Álex Catalán (direktor fotografije)
- Jaíme Chávarri (1943)
- Segundo de Chomón (1871-1929)
- Joge Coira (1971)
- Isabel Coixet
- Julio Coll
- Fernando Colomo (1946)
- Antonio Cuesta

## D
- Richardo De Baños (1882-1939)
- Fernando Delgado
- Julio Diamante
- Agustín Díaz Yanes
- Antonio Drove
- Carles Durán

## E
- Arantxa Echevarría
- Antonio Eceiza
- Francisco Elías
- Víctor Erice
- Luis Escobar
- Vicente Escrivá (scenarist)
- Jacinto Esteva

## F
- Eusebio Fernández Ardavín
- Luis Fernández Lago (direktor fotografije)
- Jesús Fernández Santos
- Marco Ferreri
- Javier Fesser
- Vicente Molina Foix
- Angelino Fons
- José Luis Font
- José María Forn (Katalon.)
- Alvar Forque
- José Maria Forqué
- Jesús "Jess" Franco (1930–2013)
- Ricardo Franco
- Juan Carlos Fresnadillo

## G
- Jesús Garay (1949)
- José Luis Garci (1944)
- Luis García Berlanga (1921-2010)
- Juan García Yubero
- Manuel A. García Viñolas
- Cesc Gay
- Fructuos(o) Gelabert
- Rafael Gil
- Ernesto Giménez Caballero (1899-1988)
- António Giménez Rico
- Xavi Giménez (director de imagine)
- Fernando Fernán Gómez
- Manuel Gómez Pereira
- Fernando González Molina (1975)
- Jordi Grau (Katalon.)
- Adria˙ Gual
- Claudio Guerín Hill
- Jorge Guerricaechevarría (scenarist)
- Manuel Gutiérrez Aragón

## H
- José Luis Sáenz de Heredia

## I
- Álex de la Iglesia
- Miquel Iglesias Bonns (1915-2012)
- Ignacio F. Iquino
- Antonio Isasi Isasmendi
- Joris Ivens

## J
- Eduardo Jimeno
- Joaquín Jorda˙ (catalan)

## K
- (Roman L. Karmen)

## L
- Pedro Lazaga
- Fernando Méndez Leite
- Fernando León de Arano (scenarist)
- Gonzalo López-Gallego
- Luis Lucia
- Bigas Luna

## M
- Kike Maíllo
- Borja Manso
- Fernando G. Mantilla
- Luis Marquina
- Eugenio Martín
- Óscar Martín
- Fernando Marco (animator)
- Pau Martínez
- Emilio Martínez Lázaro
- Jacobo Martos Figueroa
- Julio Medem
- Antonio Mercero
- Fernando Mignoni
- Pilar Miró
- Antonio Momplet (šp.-mehiški)
- Rafael Moreno Alba (1942-2000)
- Ricardo Muñoz Suay (1917-1997)
- Antonio Mur Oti
- Manuel Mur Oti (25 octombrie 1908 – 5 august 2003)

## N
- Fernando Navarro (scenarist)
- Edgar Neville
- José María Nunes (catalan)

## O
- Pedro Olea
- Gerardo Olivares
- Juán de Orduña
- Joaquín Oristrell
- Paula Ortiz
- Amando de Ossorio (1918-2001)

## P
- Inés París
- Basilio Martín Patino
- Oriol Paulo
- Alejandro Perla
- Benito Perojo
- Miguel Picazo (1927-2016)
- Paco Plaza
- Perre Portabella (catalan)
- Diego Postigo
- Francisco Prosper
- Pedro Puche

## R
- Antonio del Real
- Marc Recha
- Francisco Regueiro (1934)
- Santiago Requejo
- Florián Rey
- Antoni Ribas (Katalon.)
- Fernando Roldán
- Antonio Román
- Francisco Rovira y Beleta
- Nacho Ruiz Capillas
- Arturo Ruíz Castillo

## S
- Antonio Sau
- José Luis Sáenz de Heredia
- José García Sánchez
- Carlos Saura (1932-)
- Santiago Segura
- Carlos Serrano del Osma
- (Paul Strand)
- Gonzalo Suárez
- Manuel Summers Rivero (1935-1993)

## Š
- (Ester I. Šub)

## T
- Manuel Tamayo
- David Trueba
- Fernando Trueba

## U
- Juanma Bajo Ulloa
- Alfonso Ungría
- Imanol Uribe

## V
- Ladislao Vajda
- Horacio Valcárcel
- Carlos Velo
- José Luis Viloria

## Z
- Benito Zambrano
- Iván Zulueta